# Enjambre de chocolate

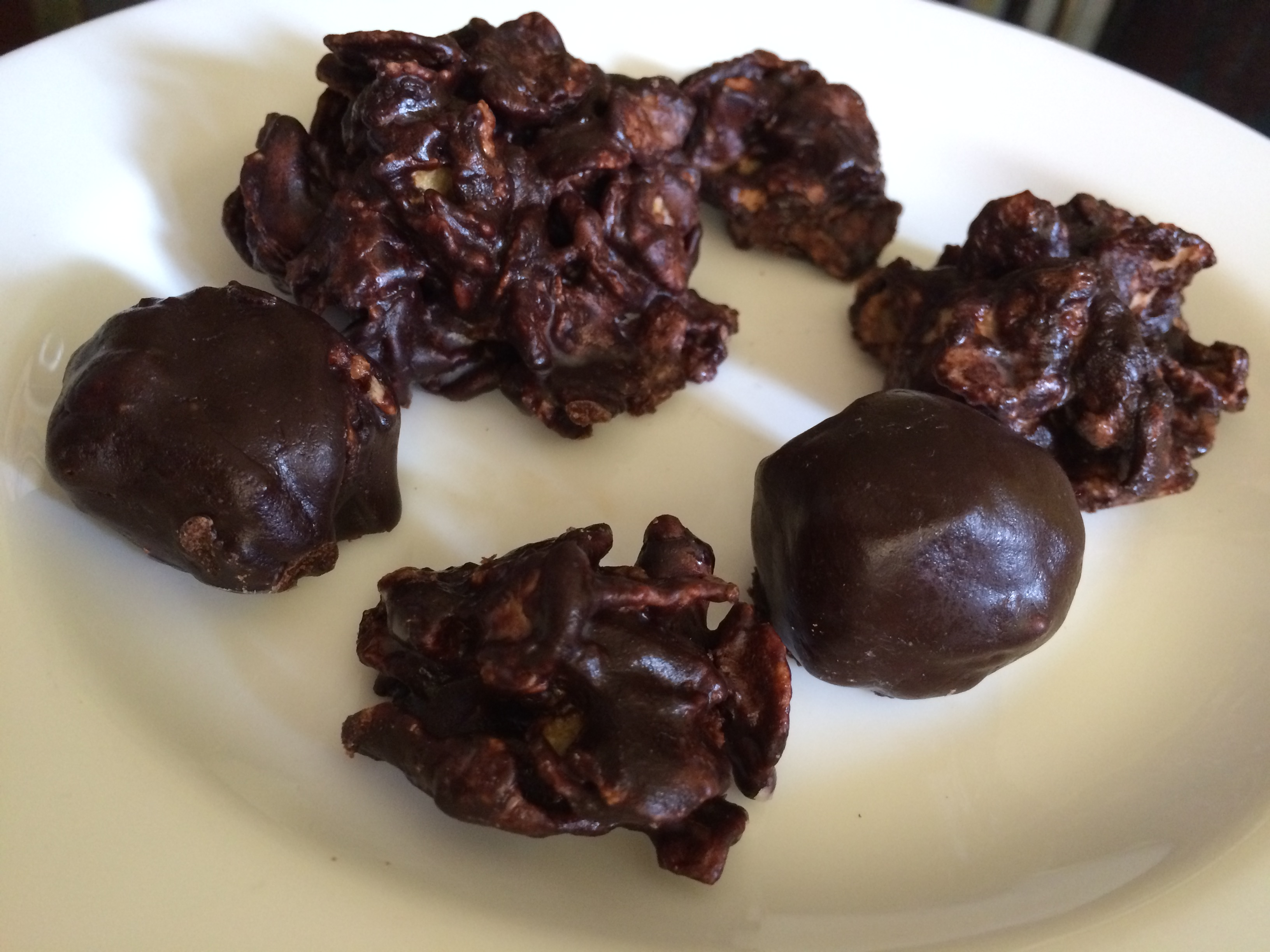
Enjambre de chocolate casero

El enjambre de chocolate es un postre típico de la vasta gastronomía mexicana, sus orígenes son desconocidos pero se puede encontrar en la mayoría de las dulcerías y confiterías mexicanas con sus diferentes variaciones. El enjambre de chocolate es hecho a mano y está elaborado originalmente con una mezcla de chocolate de cobertura y el ingrediente base, ya sean las hojuelas de maíz o el amaranto principalmente, formando una masa homogénea, sin forma definida y de tamaños variados la cual generalmente es vendida por su peso y no por unidad. Por su fácil elaboración el enjambre de chocolate  es un postre comúnmente elegido en la repostería casera.

## Variaciones

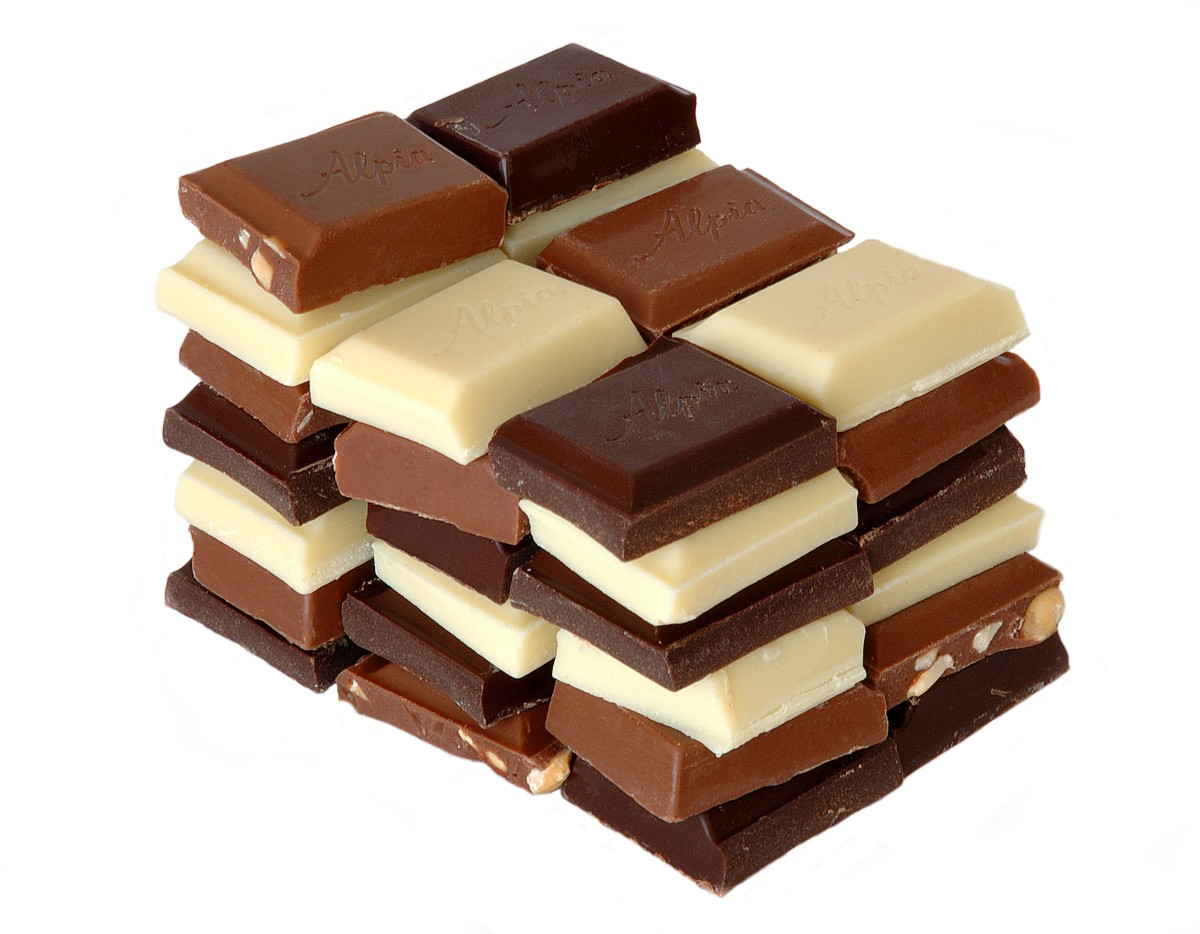
Tipos de chocolate

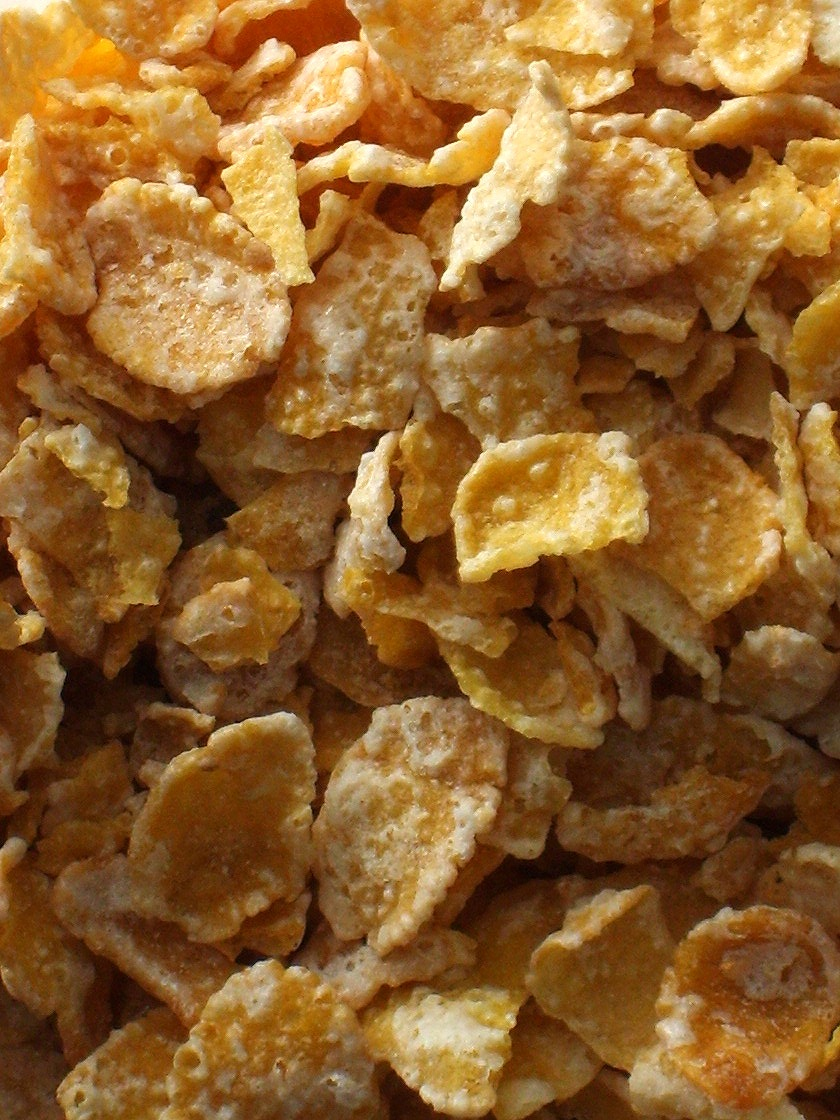
Hojuelas de maíz

El enjambre es elaborado generalmente con hojuelas de maíz pero pueden encontrarse variaciones en sus ingredientes tales como el amaranto, la nuez, el arándano, la ralladura de coco, las almendras o cualquier otro ingrediente o combinación de éstos que se elija para crear una nueva versión, combinados con diferentes tipos de chocolate ya sea chocolate con leche, blanco, amargo o semiamargo. Cabe mencionar que existe una variación en donde se utiliza malvavisco en vez de chocolate.